# Фауна Великобритании

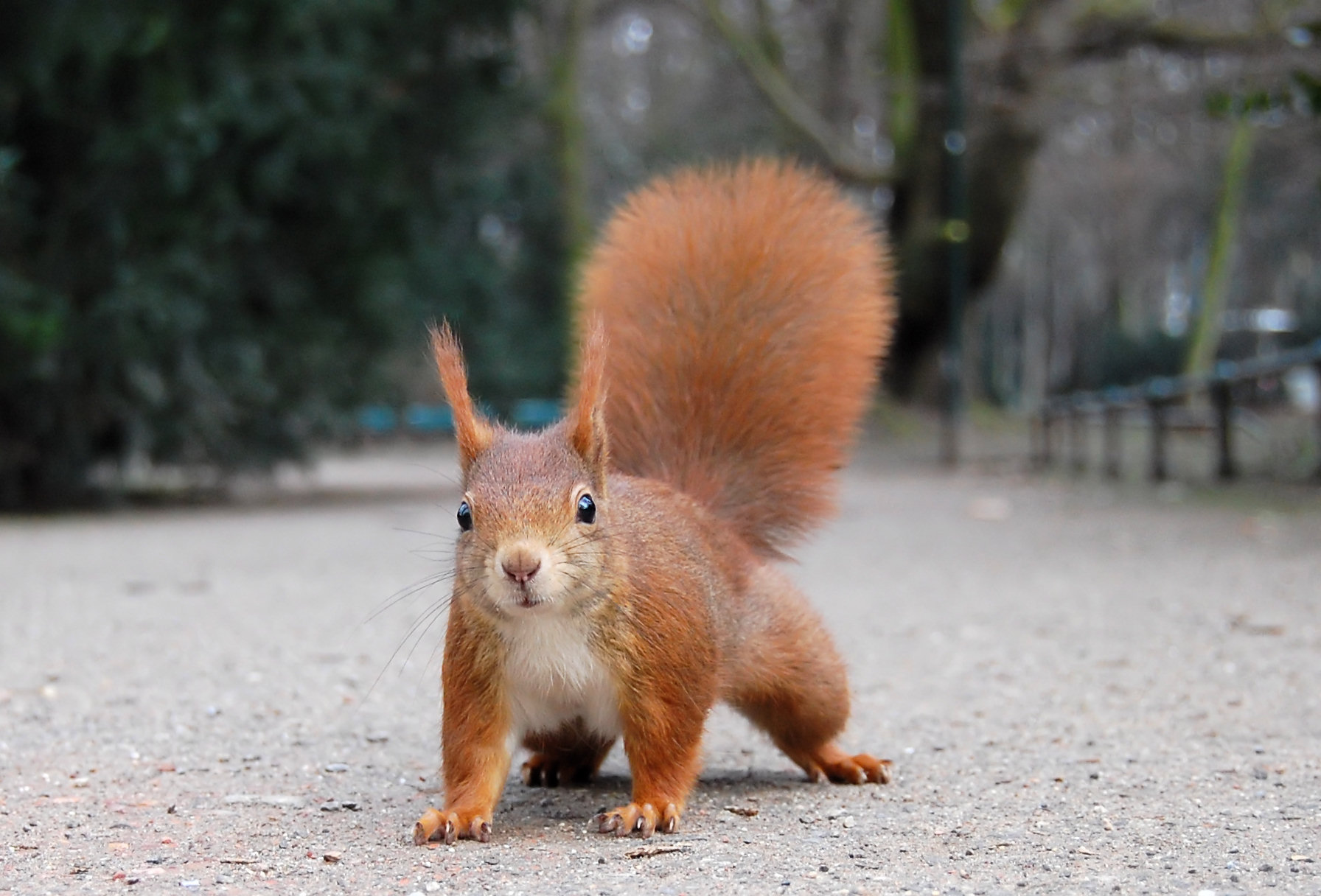
Рыжая или обыкновенная белка

Фауна Великобритании характерна для природы северной Европы и не отличается большим разнообразием.

## Биоразнообразие

#### Позвоночные

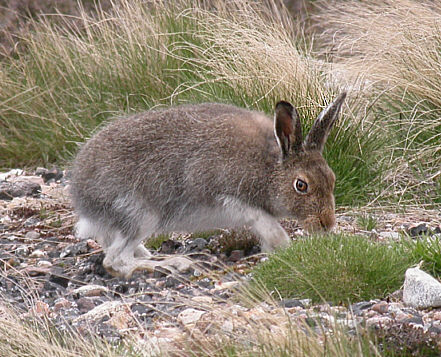
Заяц-беляк в Шотландии.

- Класс Млекопитающие в Великобритании насчитывает более 70 видов, эндемиков нет.
  - Отряд Рукокрылые — 20 видов
  - Отряд Грызуны — 15 видов и 4 местных островных подвидов
  - Отряд Хищные — 15 видов
  - Отряд Парнокопытные — 11 видов
- Класс Птицы представлен 588 видами.[1] [2] Из них, примерно 250 видами, регистрируемыми регулярно и ещё около 300 видов отмечаются изредка или на пролёте.
- Класс Рептилий в Великобритании насчитывает 6 видов (3 вида ящериц и 3 вида змей). Кроме того на побережье фиксируются ещё 5 видов морских черепах и ещё 7 видов рептилий завезены на острова человеком.

#### Беспозвоночные
- Тип Моллюски представлен 220 наземными видами. Кроме того, ещё 14 видов Брюхоногих моллюсков обитают только в оранжереях.[3]
- Класс Насекомые представлен в Великобритании более чем 20 000 видами.[4].
  - Отряд Жуки
  - Отряд Чешуекрылые — более 2400 видов.[5]
  - Отряд Стрекозы — 56 видов.
  - Отряд Прямокрылые — 28 видов.

## Списки животных Великобритании
- Список журчалок Великобритании
- Список муравьёв Великобритании
- Список чернотелок Великобритании
- Список земноводных Великобритании
- Список пресмыкающихся Великобритании